# R Camelopardalis
R Camelopardalis är en förmörkelsevariabel av Mira Ceti-typ i stjärnbilden Giraffen. Stjärnan var den första i Giraffens stjärnbild som fick en variabelbeteckning.
Stjärnan har magnitud +6,97 och når i förmörkelsefasen ner till +14,4 med en period på 270,22 dygn. 

## Fotnoter
1. ↑  Variabelstjärnornas beteckningar börjar med bokstäverna R-Z, därefter A-Q , följt av RR-ZZ och AA-QQ, varefter de börjar betecknas med bokstaven V och ett ordningsnummer, från och med V335.